# Niesułowo-Wieś
Niesułowo-Wieś – wieś w Polsce położona w województwie mazowieckim, w powiecie makowskim, w gminie Krasnosielc.
W skład sołectwa Niesułowo wchodzi także wieś Pach.
| SIMC    | Nazwa          | Rodzaj     |
| ------- | -------------- | ---------- |
| 1055256 | Niesułowo-Huta | przysiółek |

W latach 1975–1998 miejscowość administracyjnie należała do województwa ostrołęckiego.
Wierni kościoła rzymskokatolickiego należą do parafii Nawiedzenia Najświętszej Maryi Panny w Amelinie.